# 達林·拉夫
達林·寇特蘭·拉夫（英語：Darin Cortland Ruf，1986年7月28日—），為美國職棒大聯盟的一壘手和外野手，目前為自由球員。他先前曾效力於費城人、三星獅、巨人、大都會與釀酒人等隊。

## 職業生涯

### 費城費城人
2009年美國職棒大聯盟選秀，費城人在第20輪選進拉夫。當時球探對他在一壘的防守評價很高，不過對他在外野的防守評價非常普通。
2010年，拉夫在1A僅出賽32場比賽就升上高階1A。2011年，他在高階1A繳出3成08的打擊率，外帶17轟與82分打點的成績，成功獲選該年度小聯盟的明星球員。
2012年，拉夫在2A拿下該聯盟的MVP。他在9月份擴編直接跳過3A直升大聯盟，並於9月14日完成大聯盟初登場。9月25日，他敲出大聯盟首安。該年他一共敲出3轟與10分打點。
2013年，拉夫從3A開季，之後因為萊恩·霍華德受傷而重返大聯盟。這年拉夫的打擊率為2成47，不過對於費城人而言，拉夫無法在單一守備位置為球隊做出長久貢獻。
2014年，拉夫只能爭取板凳位置。這年他因為受傷錯過開季，中間又再次受傷。就算回到了大聯盟，但他在前17個打數僅敲出2支安打。該年他的打擊率為2成35。
2015年，拉夫的狀況跟前一年一樣，沒有任何守備位置是可以長久留給他的。該年他的打擊率為2成35，不過對戰右投的打擊率僅1成58，為大聯盟最低。2016年5月13日，費城人將拉夫下放3A，並升上Tommy Joseph。他在3A敲出20轟與65分打點，成為小聯盟的全明星，但他在大聯盟的打擊率只有2成05。2016年11月11日，費城人將拉夫和Darnell Sweeney交易到道奇，換來霍伊·肯德瑞克。

### 三星獅
2017年2月17日，道奇隊將他賣到韓國職棒的三星獅。他在韓職的第一年繳出3成15的打擊率，外帶31轟與124分打點的成績，成功拿下打點王。 2018年，拉夫續留三星獅。該年他的打擊率為3成30，並敲出33轟與125分打點的成績。
2019年，他的打擊率為2成92，並敲出22轟與101分打點。球季結束後，他成為自由球員。

### 舊金山巨人
2020年，拉夫和巨人隊簽下小聯盟合約。之後他登上開幕戰先發名單，整季打擊率為2成76，並敲出5轟與18分打點。
2021年，他和球隊續簽1年127萬5000美元的合約。該年他繳出2成71的打擊率，並敲出16轟與43分打點。2022年3月22日，他和巨人簽下2年625萬美元的延長合約。他在7月21日上場擊出追平滿貫砲，可惜最終巨人還是輸球。

### 紐約大都會
2022年8月2日，巨人將拉夫交易到大都會，換來J. D. Davis、Carson Seymour、Thomas Szapucki和Nick Zwack。不過他的打擊率僅有1成52，一支全壘打都沒有。2023年3月27日，拉夫被球隊指定讓渡，並在4月2日被釋出。事後拉夫回憶道，她說大都會時期是他最艱困的時期，因為他當時正面臨喪父之痛，又要在紐約這個高壓環境下打球，導致他很難大展身手。

### 密爾瓦基釀酒人
2023年4月8日，拉夫與巨人簽下小聯盟約。不過他在3A表現普通，加上球隊拉上新人Casey Schmitt，最後他在季中成為自由球員。5月15日，他與釀酒人簽下一年合約。6月2日，他在與紅人的比賽中為了接一顆界外球，撞上界外區的防水布滾筒。但因為那邊未加裝護墊，導致拉夫右膝受傷，當下大面積流血提前退場。而這個傷勢也導致拉夫的職業生涯提前結束。

## 個人生活
拉夫在2011年12月結婚，個人興趣是打高爾夫球和旅行。他在休賽季期間定居在家鄉奧馬哈，而姐姐是一名壘球選手。

## 外部連結
- 達林·拉夫在美國職棒官網（英语）
- 達林·拉夫在韓國職棒官網（打者）（英语）
- 達林·拉夫在Baseball-Reference.com（大聯盟）（英语）
- 達林·拉夫在Baseball-Reference.com（小聯盟以及海外聯盟）（英语）
- 達林·拉夫在ESPN（MLB）（英语）
- 達林·拉夫在FanGraphs.com（英语）
- 達林·拉夫在Retrosheet（英语）
- 達林·拉夫在The Baseball Cube（英语）